# Boudewijn Dekort
Boudewijn Dekort (ca. 1954) is een Belgisch voormalig motorcrosser.

## Levensloop
De kort werd Belgisch kampioen zijspancross in 1977 en werd eenmaal tweede en eenmaal derde in het BK. Bakkenist was Karel Torfs.
Hij is de dertien jaar jongere broer van Aloïs Dekort, eveneens motorcrosser.

## Palmares
- Belgisch kampioenschap: 1977
- Belgisch kampioenschap: 1981
- Belgisch kampioenschap: 1978